# Аляб'євське сільське поселення
Аля́б'євське сільське поселення (рос. Алябьевское сельское поселение) — сільське поселення у складі Совєтського району Ханти-Мансійського автономного округу Тюменської області Росії.
Адміністративний центр та єдиний населений пункт — селище Аляб'євський.
Населення сільського поселення становить 2275 осіб (2017; 2446 у 2010, 2438 у 2002).